# منت-رال
منت-رال (به اسپانیایی: Mont-ral) یک شهرستان در اسپانیا است که در استان تاراگونا واقع شده‌است.